# Napajedla
Napajedla (in tedesco Nepagedel) è una città della Moravia meridionale, nella Repubblica Ceca. La sua popolazione al 1º gennaio 2005 era di 7694 abitanti. Fa parte della Regione di Zlín.